# Peter Meven
Franz Peter Meven (* 1. Oktober 1929 in Köln; † 30. August 2003 in Waldorf) war ein deutscher Opern- und Konzertsänger (Bass).

## Leben
Peter Meven begann seine Laufbahn nach einem Studium der Bildhauerei als Theaterbildhauer an der Oper Köln. Durch seine Angewohnheit, bei der Arbeit zu singen, fiel sein schöner Bass einem dort tätigen Sänger auf, der ihm empfahl, Gesangsunterricht zu nehmen. Nach privatem Unterricht bei Felix Knäpper und Robert Blasius vervollständigte er seine Ausbildung an der Musikhochschule Köln.
Im Alter von 21 Jahren und gerade erst als Theaterbildhauer tätig, heiratete er 1951 Erika Meven, geborene Klöcker; der Ehe entstammen vier Töchter.
1958 erhielt Peter Meven sein erstes Engagement am Stadttheater Hagen; von dort führte sein Weg über Mainz und Wiesbaden nach Düsseldorf, wo er bis 1994 dem Ensemble der Deutschen Oper am Rhein angehörte.
Er wirkte darüber hinaus auf zahlreichen Gastspielreisen an nahezu allen namhaften Opernhäusern der westlichen Hemisphäre. Sein Repertoire umfasste alle großen Charakterrollen seines Stimmfaches, dazu eine Vielzahl von Oratorien und Liedern.
Mevens Stimme, wie auf zahlreichen Schallplatten- und CD-Aufnahmen zu hören, bestach durch enorme Strahlkraft, ein volles, geradezu hypnotisches Timbre und große Flexibilität. Vollendete Gesangs- wie auch Sprechtechnik, hohe Musikalität und ein intensiver darstellerischer Ausdruck machten aus ihm einen Ausnahme-Künstler.
Auch in den bildenden Künsten fand Meven seinen Ausdruck: Parallel zu seiner Bühnenlaufbahn widmete er sich – allerdings privat – der Malerei und Bildhauerei.